# Svinndal
Svinndal är en tätort och kyrkby i Vålers kommun i Østfold fylke i sydöstra Norge. Här finns Svinndals kyrka. Orten hade 582 invånare den 1 januari 2022.